# Real Sociedad Astronómica
La Real Sociedad Astronómica (en inglés: Royal Astronomical Society, o RAS), comenzó como la Sociedad Astronómica de Londres (Astronomical Society of London) en 1820 para apoyar la investigación astronómica. Cambió su nombre a Royal Astronomical Society en 1831, cuando fue declarada "Real" por Guillermo IV. Fue abierta a mujeres por primera vez en 1915. Se trata de la organización británica adherida a la Unión Astronómica Internacional (UAI) y es un miembro del Science Council. Sus miembros son habitualmente referidos como "fellows" (FRAS, Fellow of the Royal Astronomical Society). La Sociedad organiza una reunión mensual, generalmente el segundo viernes de cada mes, y que tiene lugar en Londres.

## Grupos asociados
La Real Sociedad Astronómica actúa como patrocinador de los siguientes grupos destacados:
- Astroparticle Physics Group (con el Institute of Physics, IoP)
- Astrophysical Chemistry Group (con el Royal Society of Chemistry)
- British Geophysical Association (con el Geological Society of London)
- Magnetosphere Ionosphere y Solar-Terrestrial Group (MIST)
- Planetary Forum
- UK Astrobiology Network
- UK Solar Physics Group

## Presidentes
La primera persona encargada de presedir la society fue el conocido William Herschel, descubridor del planeta Urano. Aun y todo, nunca llegó a presidir una reunión. Desde 1901, la presidencia es por dos años. Entre los científicos más conocidos que han presidido la Sociedad se encuentran:

### 2000 – hoy
- 2014– Martin Barstow[4][5]
- 2012–2014 David Southwood[6]
- 2010–2012 Roger Davies
- 2008–2010 Andrew Fabian
- 2006–2008 Michael Rowan-Robinson
- 2004–2006 Kathryn Whaler
- 2002–2004 Jocelyn Bell Burnell
- 2000–2002 Nigel Weiss

### 1899–2000
- 1998–2000 David Williams
- 1996–1998 Malcolm Longair
- 1994–1996 Carole Jordan[nota 1]
- 1992–1994 Martin Rees
- 1990–1992 Kenneth Pounds
- 1989–1990 Roger John Tayler[7]
- 1987-1989 Rod Davies
- 1985–1987 Donald Lynden-Bell
- 1983-1985 Raymond Hide
- 1981–1983 Arnold Wolfendale
- 1979–1981 Michael Seaton
- 1977-1979 Alan Cook
- 1975–1977 Francis Graham-Smith
- 1973–1975 Donald Blackwell
- 1971–1973 Fred Hoyle
- 1969–1971 Bernard Lovell
- 1967-1969 Donald Sadler[8]
- 1965–1967 Thomas George Cowling
- 1963–1965 Richard van der Riet Woolley
- 1961–1963 William McCrea
- 1959–1961 Roderick Oliver Redman
- 1957–1959 William Herbert Steavenson
- 1955–1957 Harold Jeffreys
- 1953–1955 John Jackson
- 1951–1953 Herbert Dingle
- 1949–1951 William Marshall Smart
- 1947-1949 William Michael Herbert Greaves
- 1945–1947 Harry Hemley Plaskett
- 1943–1945 Edward Arthur Milne
- 1941-1943 Sydney Chapman
- 1939–1941 Henry Crozier Keating Plummer
- 1937–1939 Harold Spencer Jones
- 1935–1937 John Henry Reynolds
- 1933–1935 Frederick John Marrian Stratton
- 1931-1933 Harold Knox-Shaw
- 1929–1931 Andrew Crommelin
- 1927–1929 Theodore Evelyn Reece Phillips
- 1925–1927 James Jeans
- 1923–1925 John Louis Emil Dreyer
- 1921–1923 Arthur Eddington
- 1919–1921 Alfred Fowler
- 1917–1919 Percy Alexander MacMahon
- 1915–1917 Ralph Allen Sampson
- 1913–1915 Edmond Herbert Grove-Hills
- 1911–1913 Frank Watson Dyson
- 1909–1911 David Gill
- 1907-1909 Hugh Frank Newall
- 1905-1907 William Maw
- 1903–1905 Herbert Hall Turner
- 1901–1903 James Whitbread Lee Glaisher
- 1900–1901 Edward Ball Knobel[nota 2]
- 1899–1900 George Darwin

### 1821–1899
- 1897–1899 Robert Stawell Ball
- 1895–1897 Andrew Ainslie Common
- 1893–1895 William de Wiveleslie Abney
- 1892–1893 Edward Ball Knobel[nota 2]
- 1890–1892 James Francis Tennant
- 1888–1890 William Christie
- 1886–1888 James Whitbread Lee Glaisher
- 1884–1886 Edwin Dunkin
- 1882–1884 Edward Stone
- 1880–1882 John Russell Hind
- 1878–1880 James Lindsay
- 1876–1878 William Huggins
- 1874–1876 John Couch Adams[nota 3]
- 1872–1874 Arthur Cayley
- 1870–1872 William Lassell
- 1868–1870 Admiral Manners
- 1866–1868 Charles Pritchard
- 1864–1866 Warren De la Rue
- 1863–1864 George Airy
- 1861–1863 John Lee
- 1859–1861 Reverend Robert Main
- 1857–1859 George Bishop
- 1855–1857 Manuel John Johnson
- 1853–1855 George Airy
- 1851–1853 John Couch Adams
- 1849–1851 George Airy
- 1847–1849 John Herschel
- 1845–1847 William Henry Smyth
- 1843–1845 Francis Baily
- 1841–1843 John Wrottesley
- 1839–1841 John Herschel
- 1837–1839 Francis Baily
- 1835–1837 George Airy
- 1833–1835 Francis Baily (4 años)[nota 4]
- 1831–1833 John Brinkley
- 1829–1831 James South
- 1827–1829 John Herschel
- 1825–1827 Francis Baily
- 1823–1825 Henry Thomas Colebrooke
- 1821–1823 William Herschel (1.er Pte.)